# Marlon Ricardo Sierra
Marlon Ricardo Sierra (Villavicencio, Meta, Colombia; 21 de septiembre de 1994) es un futbolista colombiano. Juega como volante de contención y actualmente juega en el Club Llaneros de la Categoría Primera B de Colombia.

## Clubes
| Club                | País     | Año             |
| ------------------- | -------- | --------------- |
| Llaneros            | Colombia | 2014 - 2017     |
| Celaya              | México   | 2017 - 2019     |
| Llaneros            | Colombia | 2020            |
| Jaguares de Córdoba | Colombia | 2020 - Presente |

## Estadísticas
Actualizado al último partido disputado el 3 de marzo de 2019.
| Club                | Div           | Temporada     | Liga  | Liga  | Copa Nacional | Copa Nacional | Copa Internacional | Copa Internacional | Total | Total |
| Club                | Div           | Temporada     | Part. | Goles | Part.         | Goles         | Part.              | Goles              | Part. | Goles |
| ------------------- | ------------- | ------------- | ----- | ----- | ------------- | ------------- | ------------------ | ------------------ | ----- | ----- |
| Llaneros · Colombia | 2.ª           | 2014          | 31    | 1     | 8             | 0             | -                  | -                  | 39    | 1     |
| Llaneros · Colombia | 2.ª           | 2015          | 17    | 0     | 4             | 0             | -                  | -                  | 21    | 0     |
| Llaneros · Colombia | 2.ª           | 2016          | 21    | 0     | 6             | 1             | -                  | -                  | 27    | 1     |
| Llaneros · Colombia | 2.ª           | 2017          | 16    | 0     | 1             | 0             | -                  | -                  | 17    | 0     |
| Llaneros · Colombia | Total club    | Total club    | 85    | 1     | 19            | 1             | 0                  | 0                  | 104   | 2     |
| Celaya · México     | 2.ª           | 2018/2019     | 6     | 0     | 0             | 0             | -                  | -                  | 6     | 0     |
| Celaya · México     | Total club    | Total club    | 6     | 0     | 0             | 0             | 0                  | 0                  | 6     | 0     |
| Total carrera       | Total carrera | Total carrera | 91    | 1     | 19            | 1             | 0                  | 0                  | 110   | 2     |